# Таймс-Сквер (фільм)
Таймс-Сквер (англ. Times Square) — американська драма 1980 року.

## Сюжет
Дочка відомого політика і бездомна бунтарка — що може бути спільного між ними? Два різних світи, але одна проблема — самотність. Вони зустрілися в потрібний час — період дорослішання, період бунтарства проти несправедливого світу дорослих. Куди заведе їх майже безмежна свобода вулиць? Нью-Йорк 80-х, Таймс-Сквер, вуличне життя, втеча від правил — і на цьому тлі історія дружби.

## У ролях
- Тім Каррі — Джонні ЛаГуардія
- Тріні Альварадо — Памела Перл
- Робін Джонсон — Нікі Маротта
- Пітер Коффілд — Девід Перл
- Герберт Бергхоф — доктор Хубер
- Девід Маргуліс — доктор Зіманскі
- Анна Марія Хорсфорд — Роузі Вашінгтон
- Майкл Марготта — Джоджо
- Дж. К. Куін — Саймон
- Мігель Пінеро — Роберто
- Рональд «Смокі» Стівенс — Хеві
- Біллі Мерніт — Блонделл
- Пол Засс — Блонделл
- Арті Вайнштейн — Блонделл
- Тім Чоут — східна людина
- Елізабет Пенья — господиня дискотеки
- Кеті Лоджак — медсестра Джоан
- Сьюзен Мерсон — медсестра Мей
- Джордж Морфоген — Дон Дауд
- Чарльз Блекуелл — промовець
- Стів Джеймс — чувак
- Джей Аковоне — поліцейський
- Еліс Співак — Магда
- Келвін Ендер — Джордж
- Пітер Яканджело — поліцейський
- Майкл Ріні — молодий Ді Джей
- Луїс Белеро — поліцейський
- Джералд М. Кляйн — поліцейський

## Цікаві факти
Саундтрек фільму містить пісні у виконанні таких популярних у ті часи гуртів, як Ramones, The Cure, Talking Heads, Патті Сміт та інших.